# Autódromo Hermanos Rodríguez
Autódromo Hermanos Rodríguez – tor wyścigowy położony w mieście Meksyk w Meksyku.
Długość jednego okrążenia wynosi 4,305 kilometra. Pętla toru posiada szesnaście zakrętów. Pełny dystans wyścigu to 71 okrążeń, czyli 305,655 kilometra. GP Meksyku na tym torze było organizowane w latach 1963–1970, 1986–1992 oraz jest ponownie organizowane od 2015 roku.
Pierwsze Grand Prix, zaliczane do punktacji Mistrzostw Świata, na tym torze odbyło się w 1963 roku, a zwycięzcą został Jim Clark za kierownicą Lotusa. Rok wcześniej podczas treningu do niezaliczanego do punktacji Mistrzostw Świata inauguracyjnego wyścigu na tym obiekcie zginął meksykański kierowca Ricardo Rodríguez.
Tor nazwany jest imieniem braci Rodríguez, ww. Ricardo oraz Pedro, który również zginął tragicznie w wypadku na torze Norisring w 1971 roku.

## ZwycięzcyGrand Prix Meksyku Formuły 1na torze Autódromo Hermanos Rodríguez
| Sezon | Kierowca         | Zespół             |        |
| ----- | ---------------- | ------------------ | ------ |
| 1963  | Jim Clark        | Lotus-Climax       | Wyniki |
| 1964  | Dan Gurney       | Brabham-Climax     | Wyniki |
| 1965  | Richie Ginther   | Honda              | Wyniki |
| 1966  | John Surtees     | Cooper-Maserati    | Wyniki |
| 1967  | Jim Clark        | Lotus-Ford         | Wyniki |
| 1968  | Graham Hill      | Lotus-Ford         | Wyniki |
| 1969  | Denny Hulme      | McLaren-Ford       | Wyniki |
| 1970  | Jacky Ickx       | Ferrari            | Wyniki |
| 1986  | Gerhard Berger   | Benetton-BMW       | Wyniki |
| 1987  | Nigel Mansell    | Williams-Honda     | Wyniki |
| 1988  | Alain Prost      | McLaren-Honda      | Wyniki |
| 1989  | Ayrton Senna     | McLaren-Honda      | Wyniki |
| 1990  | Alain Prost      | Ferrari            | Wyniki |
| 1991  | Riccardo Patrese | Williams-Renault   | Wyniki |
| 1992  | Nigel Mansell    | Williams-Renault   | Wyniki |
| 2015  | Nico Rosberg     | Mercedes           | Wyniki |
| 2016  | Lewis Hamilton   | Mercedes           | Wyniki |
| 2017  | Max Verstappen   | Red Bull-TAG Heuer | Wyniki |
| 2018  | Max Verstappen   | Red Bull-TAG Heuer | Wyniki |
| 2019  | Lewis Hamilton   | Mercedes           | Wyniki |
| 2021  | Max Verstappen   | Red Bull-Honda     | Wyniki |